# Basili de Rubí
Basili de Rubí (Rubí, 1899-Barcelona, 1986) fue el nombre de religión del capuchino español Francesc Malet i Vallhonrat.
Entró en la orden de los capuchinos en 1927. Durante la guerra civil española estuvo a punto de ser ejecutado, pero consiguió escapar y se trasladó a Italia, lugar desde donde empezó sus investigaciones sobre la historia de la Orden de los Hermanos Menores Capuchinos en Cataluña. Acabada la guerra, volvió a España y fue nombrado director de los seminarios capuchinos de Olot y de Barcelona, así como definidor del gobierno general de la provincia capuchina.
Estuvo largo tiempo en el convento de los capuchinos de Sarriá. Fue historiador, fundador de la entidad Franciscàlia (1948), editor de la revista Estudios Franciscanos desde su reinicio (1948) e iniciador y director de la colección de Filosofía Criterion en 1959.

## Obras
- Reforma de Regulares a principios del siglo XIX (1943). (en catalán)
- Necrologi dels frares menors caputxins de Catalunya i Balears (1945). (en catalán)
- Art pessebrístic (1947). (en catalán)
- La última hora de la tragedia. Hacia una revisión del caso Verdaguer (1958).
- El padre Bernardino de Manlleu (1962).
- Les corts generals de Pau Claris (1976). (en catalán)
- Un segle de vida caputxina a Catalunya (1978). (en catalán)
- Els caputxins a la Barcelona del segle XVIII (1984). (en catalán)